# Joachim Mbadu Kikhela Kupika
Joachim Mdadu Kikhela Kupika (10 de março de 1932 - 12 de março de 2019) foi um bispo católico romano da República Democrática do Congo.
Mdadu Kikhela Kupika nasceu na República Democrática do Congo e foi ordenado ao sacerdócio em 1959. Ele serviu como coadjutor e bispo diocesano da Diocese Católica Romana de Boma, República Democrática do Congo, de 1975 a 2001.